# YIMBY
YIMBY（インビー）は、英語の句「yes in my backyard」に由来する語で、NIMBYとは逆に、何らかの開発行為を支持する立場からの運動のこと。典型的な YIMBY 運動の支持者たちは、地代が上昇して負担になっている地域で新たな住宅開発を求めるといった形で現れるが、クリーンなエネルギー源を求めて風力発電施設の設置を求めるといった公共の利益を支持することもある。
アメリカ合衆国で、YIMBY運動の初期のリーダーだったのは、ニューヨークのダン・ジョージ (Dan George) やニコライ・フェダック (Nikolai Fedak)、サンフランシスコのソンジャ・トラウス (Sonja Trauss) といった人々であった。YIMBYに関する最初のニュースサイト「New York YIMBY」 は、フェダックが編集し、ジョージが資金を提供して立ち上げられ、ニューヨークで運営されている。「Yes In My Backyard」をテーマに掲げた最初の会議は、2016年6月にコロラド州ボルダーで開催された。